# اعتماد السجلات الطبية الإلكترونية في المستشفيات الأمريكية
أصبح الانتقال إلى السجلات الطبية الإلكترونية (السجلات الطبية الإلكترونيةs) شائعًا بنحو متزايد في أنظمة تقديم الرعاية الصحية في الولايات المتحدة.

## أساليب
بسبب سن قانون الانتعاش وإعادة الاستثمار الأمريكي لعام 2009، كان هنالك ارتفاع في عدد الاستثمارات الفيدرالية في البرامج التي تزيد من اعتماد السجلات الطبية الإلكترونية .
ويوفر جزء من قانون تكنولوجيا المعلومات الصحية للصحة الاقتصادية والسريرية من قانون التحفيز هذا مدفوعات لمقدمي الخدمات تبين أنهم وصلوا إلى معيار «الاستخدام المجدي»، وقد أدى ذلك إلى اعتماد السجلات الطبية الإلكترونية من قبل المزيد من المستشفيات، على الرغم من أنها كانت لديها تجارب مختلفة في اعتماد السجلات الطبية الإلكترونية.
هنالك العديد من الخطوات التي يجب اتخاذها من أجل اعتماد السجلات الطبية الإلكترونية، وهنالك حاجة إلى بيئة داعمة، وتدريب وموارد كافية، واتجاه واضح، وأشخاص مشاركين، وأيضًا قائد قوي ضروري من أجل تسهيل البيئة المتغيرة، واستخدام الاجتماعات والإعلانات، وأيضًا إثبات تكتيكات تعزيز اعتماد لتكون مفيدة.
يعد إشراك الموظفين السريريين ميزة رئيسية في اعتماد السجلات الطبية الإلكترونية بنجاح، إذ تستخدم العديد من المستشفيات «أبطال الأطباء»، وهم في الأساس أطباء يقومون بتثقيف أقرانهم حول فوائد السجلات الطبية الإلكترونية.
وعلاوة على ذلك، تم التأكيد على أهمية قادة الأقسام عالية الجودة من أجل التأكد من أن نظام السجلات الطبية الإلكترونية مفيد في توفير الرعاية الجيدة.
قرار اختيار بائع السجلات الطبية الإلكترونية مثل Epic أو Meditech يمكن أن يقع على قيادة المستشفى أو مستوى الشركة على أساس حجم النظام. إذا كان لدى المؤسسة مستشفى واحد فقط، يختار قادة المستشفى البائع النظام أكبر، يتخذ القرار على مستوى الشركات، على الرغم من أن العديد من الأشخاص من المستشفيات لا يزالون يشاركون. هنالك عدة معايير لتحديد المورد، وتمكنت سينتارا للرعاية الصحية من اختيارها من خلال البحث عن بائع مع تكامل رعاية العيادات الخارجية العالية، والدعم الفني على جميع مستويات التكامل، واحد أن تخصيص نظام لاحتياجاتهم.
يمكن أن تختلف المدة الزمنية التي يستغرقها تنفيذ السجلات الطبية الإلكترونية، ولكن عادة ما تستغرق سنتين إلى ثلاث سنوات. وتسمى المرحلة الأولى من التنفيذ «التصميم والبناء والتحقق من الصحة»، إذ تُحدد المورد ووضع الخطط في مكانها، ويتبع ذلك تنفيذ «الانفجار الكبير»، وهو ما يعني أن جميع الأقسام تنتقل إلى النظام في وقت واحد، بسبب ترابط المستشفيات وهذا أمر ضروري.
وعلى الرغم من تزايد اعتماد السجلات الطبية الإلكترونية، فإن هناك نطاقًا في مستوى التنفيذ، تظهر قاعدة بيانات تحليلات HIMSS  المراحل الثماني للتبني في نموذج اعتماد السجلات الطبية الإلكترونية في الولايات المتحدة.  المرحلة 0 تعني «جميع الإدخالات الثلاثة غير مثبتة»، بينما في المرحلة 7 هناك تحول لإكمال السجلات الطبية الإلكترونية، ويبين نموذج اعتماد نظام الرعاية الصحية الأولية أنه في عام  2011، زاد عدد مستشفيات الرعاية الحادة التي حققت المرحلة 5 أو المرحلة 6 بأكثر من 80 بالمئة، وفي الوقت نفسه، انخفض عدد المستشفيات في المراحل 0 و 1و 2و3، وعلاوة على ذلك، ازداد التبني أكثر من غيره بين المستشفيات الكبيرة والمستشفيات في المناطق الحضرية.

## التنفيذ
تختلف تجارب تنفيذ السجلات الطبية الإلكترونية بين المستشفيات وأنظمة تقديم الرعاية الصحية، فبعض النظم لديها تجارب ناجحة، في حين أن نظمًا أخرى لا تتمتع بالسلاسة نفسها في عملية الانتقال، على سبيل المثال، في عام 2002، حاول مركز سيدارس سيناي الطبي في لوس أنجلوس، كاليفورنيا تنفيذ نظام السجلات الطبية الإلكترونية جديد، ولكن النظام الذي تبلغ تكلفته 34 مليون دولار أمريكي فشل بسبب عوامل عدة. كان الأطباء غير سعداء بسبب نظام دخول طلب الطبيب الجديد للأدوية والمختبرات والإجراءات كان أكثر استهلاكًا للوقت من القيام بالأوامر باليد.
غالبًا ما وجد الأطباء أنفسهم يقضون وقتًا إضافيًا لتجنب تحذيرات النظام لأنه لم يكن هناك مجال للمرونة داخل نظام السجلات الطبية الإلكترونية ولم يكن النظام الجديد أكثر استهلاكًا للوقت فحسب، بل نبه الأطباء أيضًا إلى العديد من التذكيرات الإلكترونية والتنبيهات التي شعر الأطباء بأنها مفرطة، وقد نفذ هذا النظام بالعديد من آليات دعم اتخاذ القرار، ما أدى إلى وضع تنبيهات لا يمكن للأطباء تجاوزها. وكان هذا الخلل نتيجة لعدم الحصول على مدخلات الطبيب كافية لنظام السجلات الطبية الإلكترونية، وليس ما يكفي من الاختبارات السابقة، ثم جعلت هذه المشكلات من الصعب جدًا الحصول على شراء من الأطباء، ما تسبب -في نهاية المطاف- في عدة مئات من الأطباء العاملين في سيدارز لرفض استخدام النظام بعد 3 أشهر فقط.
ولا يرجع الفشل إلى تصميم التكنولوجيا وعدم كفاءتها فحسب، بل أيضًا إلى ضعف التدريب والتنفيذ، وقد نفذ المستشفى النظام مع القليل جدًا من الاختبارات السابقة، ولم يتم تدريجيًا في النظام بل نفذه في وقت واحد، ولم يكن هنالك تأييد كامل من الموظفين على جميع مستويات المنظمة، ولم يكن هناك تدريب كاف لضمان استعداد الموظفين للتنفيذ،  مثال: فشل تنفيذ السجلات الطبية الإلكترونية في سيدارز يظهر التعقيدات التي تواجهها النظم الصحية في تنفيذ السجلات الطبية الإلكترونية، ومع ذلك، هنالك العديد من التجارب الإيجابية السجلات الطبية الإلكترونية كذلك.
وقد أشير إلى كل من نظام غايسينغر الصحي ومستشفى نيويورك بريسبيتريان باعتبارهما ناجحين في تنفيذ نظم إعادة الطوارئ. واستخدم كلا النظامين استراتيجيات رئيسية أدت في نهاية المطاف إلى التنفيذ الناجح؛ لتحقيق النجاح، واستخدمت كل من Geisinger  ونيويورك المشيخية الفرق السريرية لتطوير نظام السجلات الطبية الإلكترونية، وبالتالي اكتسبت الموظفين والطبيب في شراء، وثمة إستراتيجية أخرى تستخدم لتحقيق التنفيذ الناجح، وهي أن تركز المنظمة على التدريب في غايسينغر، على سبيل المثال، قدم المستشفى «مظلل» للأطباء والممرضين على مدار اليوم خلال مرحلة التنفيذ،  وبعد ذلك، ومع إتقان الأطباء والممرضين تدريجيًا للنظام الجديد، انخفض عدد المدربين اللازمين تدريجيًا. وأكد المستشفيان بوضوح أن التدريب إلزامي لجميع الموظفين، وأنه يجب على جميع الموظفين اجتياز اختبار الكفاءة قبل أن يتمكنوا من الوصول إلى نظام السجلات الطبية الإلكترونية، 
إستراتيجية أخرى لتنفيذ السجلات الطبية الإلكترونية ناجحة تستخدم من قبل هذين المستشفيين هو استخدام نظام السجلات الطبية الإلكترونية لتحسين الأداء من طريق بروتوكولات الرعاية الموحدة للقيام بذلك بنجاح، استخدمت نيويورك المشيخية تدريجيًا أكثر من الصعب توقف ضمن بروتوكولاتها مع مرور الوقت لضمان أن البروتوكولات يجري اتباعها. ومع ذلك، أنشئت هذه المحطات الصعبة بنحو تعاوني لتحقيق شراء الطبيب وضمان أنها مناسبة لتقديم الرعاية. إن السماح بتفصيل نظام السجلات الطبية الإلكترونية أمر ضروري لكل من قبل التنفيذ وبعده، ويجب استخدام الأطباء والموظفين السريريين في عملية التطوير هذه لتحقيق النجاح.